# Плетевище
Плетевище (бел. Плецявiшча) — деревня в Ляденском сельсовете Червенского района Минской области.

## География
Располагается в 10 км к востоку от райцентра, в 72 км от Минска.

## История
В середине XIX века деревня входила в состав имения Ивановск, принадлежавшего роду Шевичей, на 1858 год здесь было 13 дворов. По данным Переписи населения Российской империи 1897 года входила в Юровичскую волость Игуменского уезда Минской губернии, состояла из 31 двора, где проживали 199 человек, здесь работал смолокурный завод, при котором было ещё 3 двора с 15 жителями. На начало XX века в деревне было 42 двора, проживали 205 человек. На 1917 год относилась к Хуторской волости, здесь было 52 двора и 334 жителя. С февраля по декабрь 1918 года деревня была оккупирована немецкими войсками, с августа 1919 по июль 1920 — польскими. 20 августа 1924 года вошла в состав вновь образованного Колодежского сельсовета Червенского района Минского округа (с 20 февраля 1938 — Минской области). Согласно переписи населения СССР 1926 года насчитывалось 48 дворов, проживали 273 человека. Во время Великой Отечественной войны деревня была оккупирована немецко-фашистскими захватчиками в июле 1941 года, на фронтах войны погибли 32 её жителя. Освобождена в июле 1944 года. По состоянию на 1960 год входила в состав Ляденского сельсовета, насчитывала 232 жителя. В 1980-е годы деревня относилась к совхозу «Горки». На 1997 год насчитывалось 18 домов, 35 жителей.

## Население
- 1858 — 13 дворов.
- 1897 — 31 двор, 199 жителей.
- начало XX века — 42 двора, 205 жителей.
- 1917 — 52 двора, 334 жителя.
- 1926 — 48 дворов, 273 жителя.
- 1960—232 жителя.
- 1997 — 18 дворов, 35 жителей.
- 2013 — 8 дворов, 9 жителей.

## Известные уроженцы
- Гончарик, Александр Петрович — Герой Социалистического Труда.